# 호프 햄튼

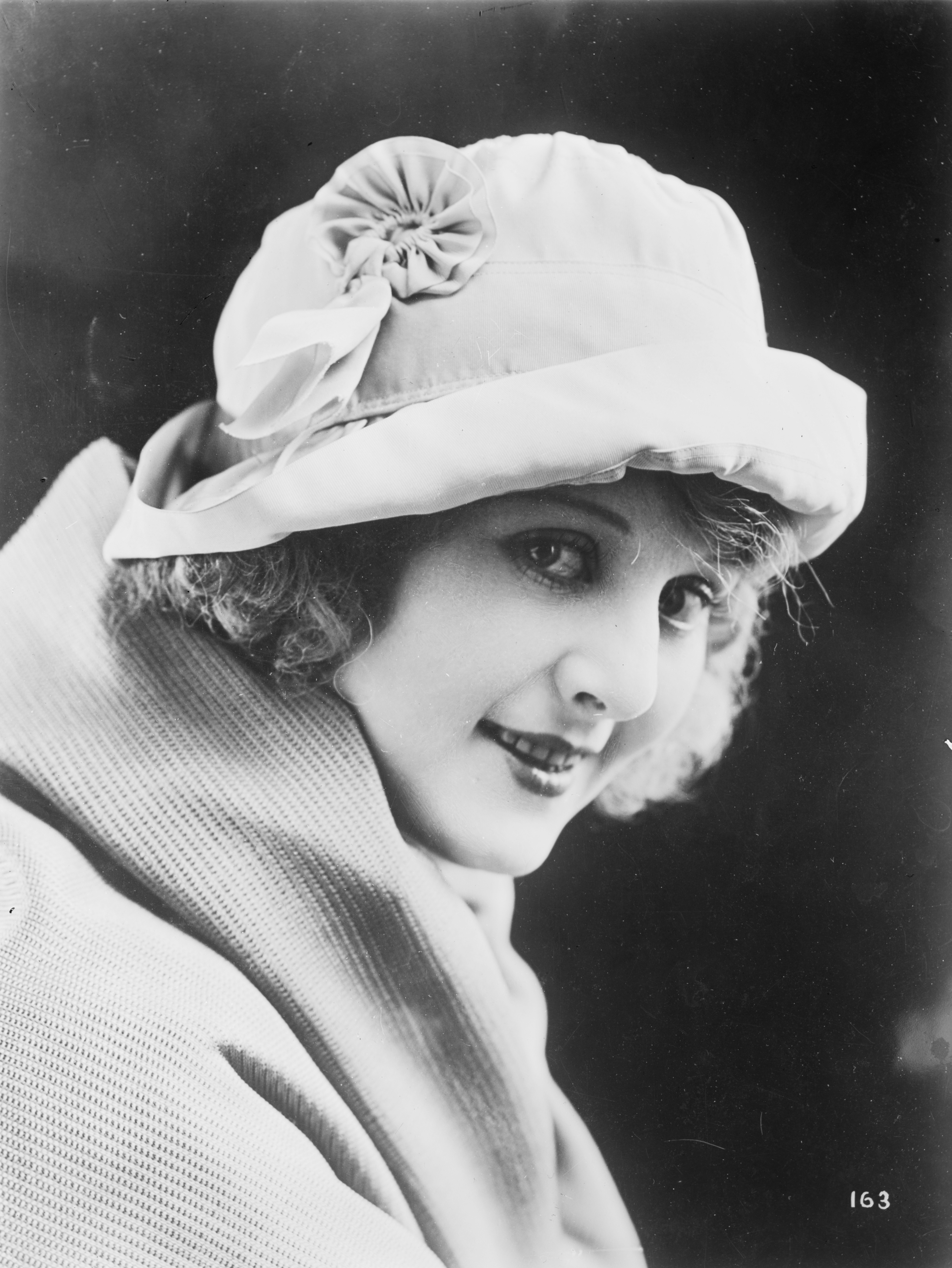

호프 햄튼(Hope Hampton, 1897년 2월 19일 ~ 1982년 1월 23일)은 미국의 배우, 영화 프로듀서, 영화배우이다.
휴스턴에서 태어났으며 뉴욕에서 사망하였다.

## 영화
- 더 라이트 인 더 다크 (1922년)